# 936

## Události
- Boleslav I. porazil vojsko Oty I., který přitáhl na pomoc jakémusi místnímu vládci (snad Lucka → možná předloha Pověsti o lucké válce) – začátek česko-saské války
- 7. srpna – korunovace Oty I. Velikého v Cáchách
- založen ženský klášter Quedlinburg

## Úmrtí
- 14. ledna – Rudolf Burgundský, francouzský král (* 890)
- 2. července – Jindřich I. Ptáčník, východofranský král

## Hlavy států
- České knížectví – Boleslav I.
- Papež – (Jan XI., pokud jeho pontifikát neskončil už v prosinci 935) – Lev VII.
- Anglické království – Ethelstan
- Skotské království – Konstantin II. Skotský
- Východofranská říše – Jindřich I. Ptáčník – Ota I. Veliký
- Západofranská říše – Rudolf Burgundský – Ludvík IV. Francouzský
- Uherské království – Zoltán
- První bulharská říše – Petr I. Bulharský
- Byzanc – Konstantin VII. Porfyrogennetos